# North West Counties Football League Challenge Cup
North West Counties Football League Challenge Cup är en engelsk fotbollsturnering som första gången spelades säsongen 1982-83. I turneringen spelar lag från North West Counties Football League.

## Vinnare
| - 2008-09 - New Mills - 2007-08 - Maine Road - 2007 - FC United of Manchester - 2006 - Salford City - 2005 - Cammell Laird - 2004 - Bacup Borough - 2003 - Mossley - 2002 - Prescot Cables - 2001 - Formby - 2000 - Skelmersdale United - 1999 - Vauxhall GM - 1998 - Kidsgrove Athletic - 1997 - Newcastle Town - 1996 - Burscough | - 1995 - Nantwich Town - 1994 - Rossendale United - 1993 - Burscough - 1992 - Ashton United - 1991 - Vauxhall GM - 1990 - Knowsley United - 1989 - Colwyn Bay - 1988 - Warrington Town - 1987 - Colne Dynamoes - 1986 - Warrington Town - 1985 - Leek Town - 1984 - Ellesmere Port & Neston - 1983 - Darwen |

## Dubbelvinnare
Endast tre lag har klarat av att göra en så kallad dubbel genom att på samma säsong både vinna Challenge cup och North West Counties Football League.
- 2007 - FC United of Manchester
- 1998 - Kidsgrove Athletic
- 1992 - Ashton United